# Tipula bogotana
Tipula bogotana är en tvåvingeart som beskrevs av Alexander 1938. Tipula bogotana ingår i släktet Tipula och familjen storharkrankar.
Artens utbredningsområde är Colombia. Inga underarter finns listade i Catalogue of Life.